# 阿南刻

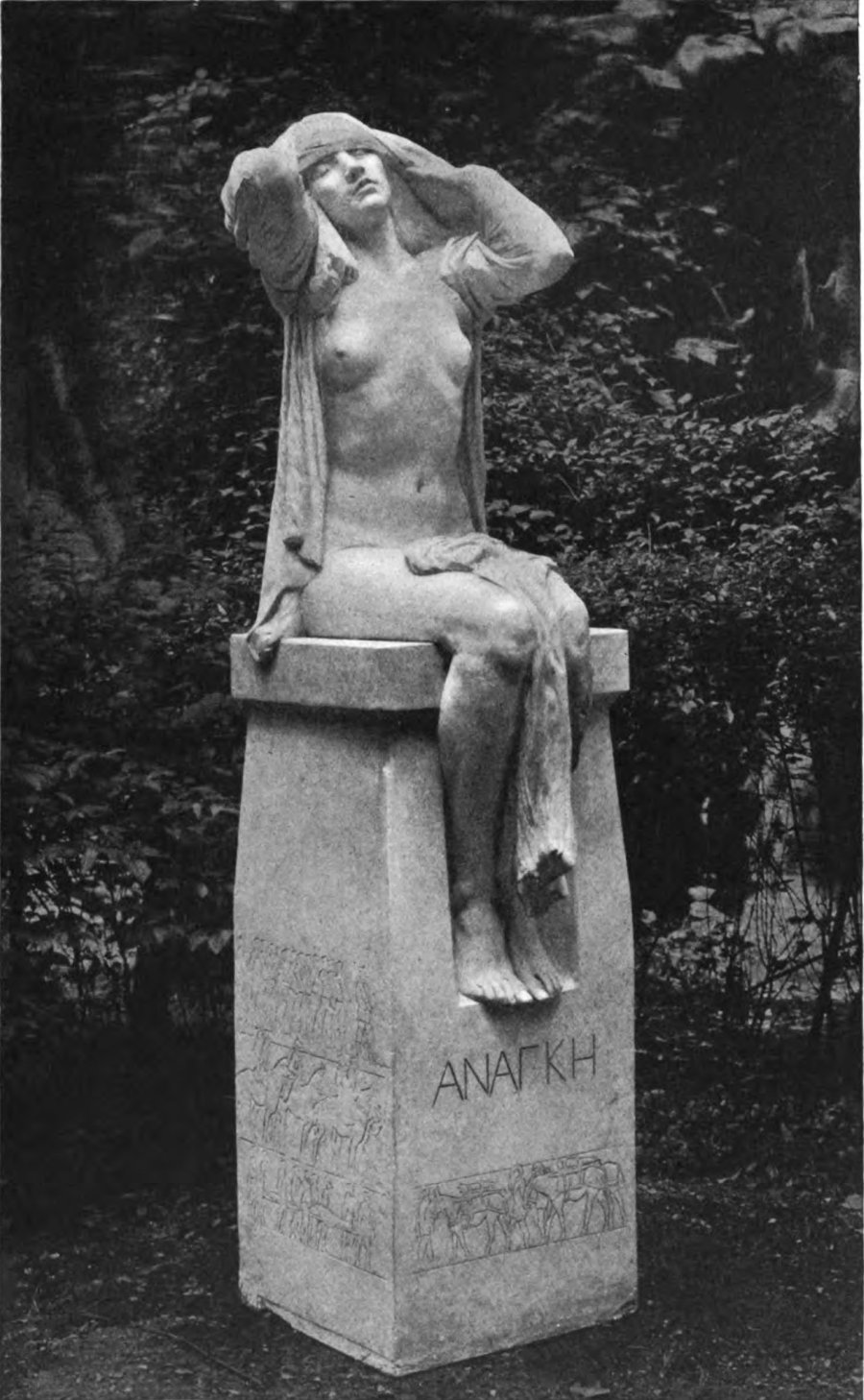
阿南刻塑像，Gilbert Bayes所製。

阿南刻（或譯阿南克，古希臘語：Ανάγκη，字面意思是“必然性”）是希臘神話中的命运、定数和必然的神格化，她的形象是拿著紡綞的女神。羅馬也稱她涅刻西塔斯（Necesitas）

## 神譜
她是必然与天数、一切的开端，亦是包含卡俄斯在内众神和万物必须服从的意志。她被視為最有力量控制一切命運、天数的神祇，所以不論眾神和凡人都尊崇她。她的丈夫柯罗诺斯也是众神和万物必须服从的。
柏拉圖在《理想國》中，認為她是命運三女神摩伊賴的母親，而摩伊賴的父親則是宙斯。

## 崇拜
直至俄耳甫斯主義的秘密教派出現，阿南刻都是受崇拜的神祇。在羅馬神話中，她的名字是涅刻西塔斯（Necessitas），她只是文學作品中的形象，並沒有人崇拜。而英語「必然性」（necessity）一詞正是源自這位神祇。別名為必然定数女神

## 天文學
阿南刻也是木衛十二的名稱。

## 資料來源
1. ↑  .   [2009-01-03]. （原始内容存档于2016-03-18）.
2. 1 2  《世界神話辭典》：第367頁，遼寧人民出版社

、百度